# Gare d'Oriente
Pour les articles homonymes, voir Oriente.
 (février 2019).
Si vous disposez d'ouvrages ou d'articles de référence ou si vous connaissez des sites web de qualité traitant du thème abordé ici, merci de compléter l'article en donnant les références utiles à sa vérifiabilité et en les liant à la section « Notes et références ».
La gare d'Oriente (en portugais : Gare do Oriente) ou encore gare intermodale de Lisbonne (en portugais : Gare Intermodal de Lisboa) (GIL) est une des gares ferroviaires et routières les plus importantes de Lisbonne. Le projet a été commandé à l’architecte espagnol Santiago Calatrava pour l’Exposition spécialisée de 1998. 
Elle dessert maintenant le Parque das Nações.

## Histoire
La gare se situe dans la ligne du Nord, entre Lisbonne-Santa Apolónia et Carregado, qui a été inaugurée le 28 octobre 1856.
Fin 1980, les opérateurs de transport portugais et le gouvernement portugais ont mis en place un vaste programme de modernisation de la ligne ferroviaire du nord, ainsi que des objectifs de confort et de propreté.
En 1990, le concours a été lancé pour la future gare de l'Est. L'architecte Santiago Calatrava a été choisi.
La construction a également été lancée par l'opérateur ferroviaire portugais, après la création du réseau ferroviaire national.
La Gare do Oriente a été inaugurée le 18 mai 1998 dans le cadre de l'Expo '98.

## Service des voyageurs
Le complexe inclut une station de métro sur les deux premiers niveaux, un espace commercial et une gare routière sur les deux niveaux suivants. Les deux derniers niveaux sont occupés par la gare ferroviaire, utilisée par le CP (les chemins de fer portugais) comme gare de correspondance de banlieue, ainsi que pour les dessertes moyennes et grandes lignes.
Étant visible de tous côtés, l’image de marque de l'Estação do Oriente est sans aucun doute la couverture de verre (ressemblant à une palmeraie cristalline) de la partie supérieure de la gare.
Elle aurait dû être agrandie d'ici 2015 afin de pouvoir accueillir les nouveaux trains à grande vitesse venant de Madrid via une nouvelle LGV (via un nouveau pont construit sur le Tage) et même de Porto ultérieurement, mais le projet de LGV a été suspendu côté portugais.

## Galerie

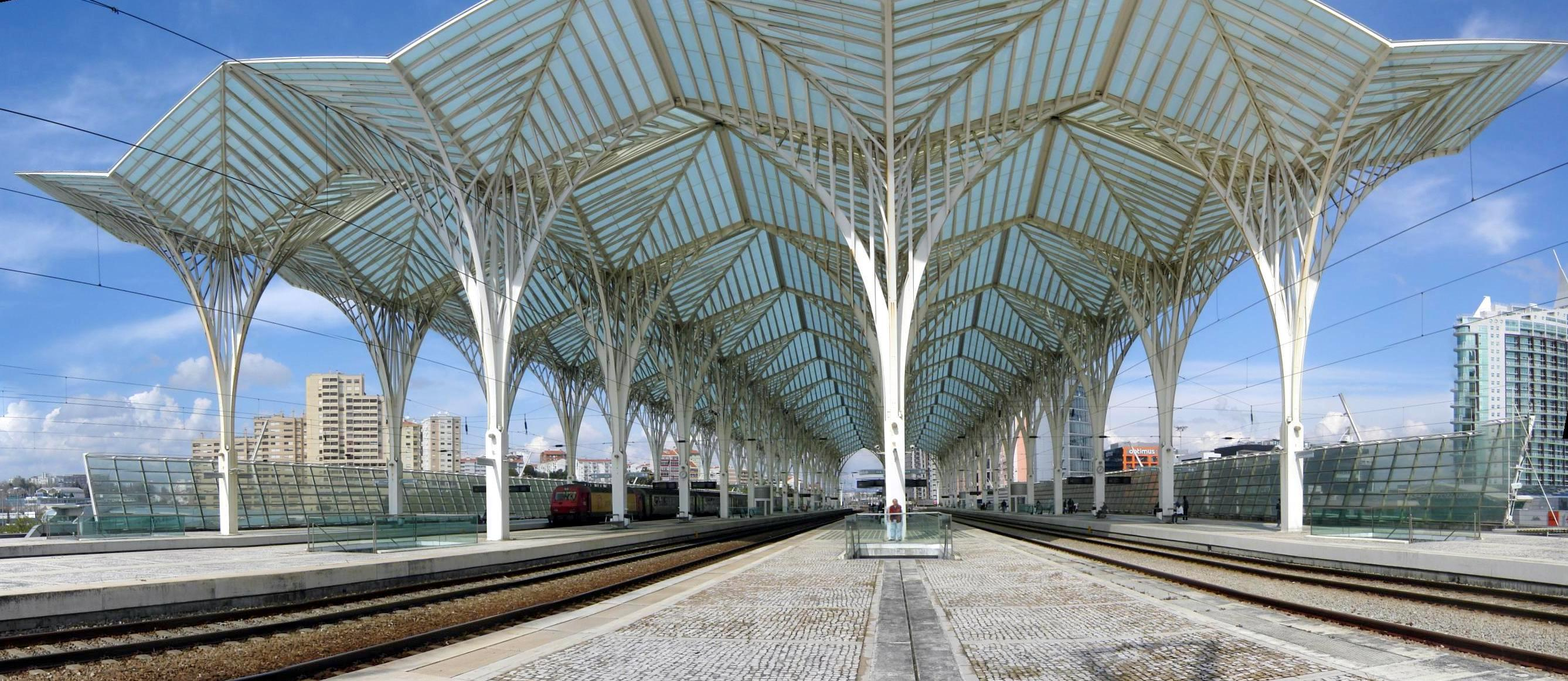
Station
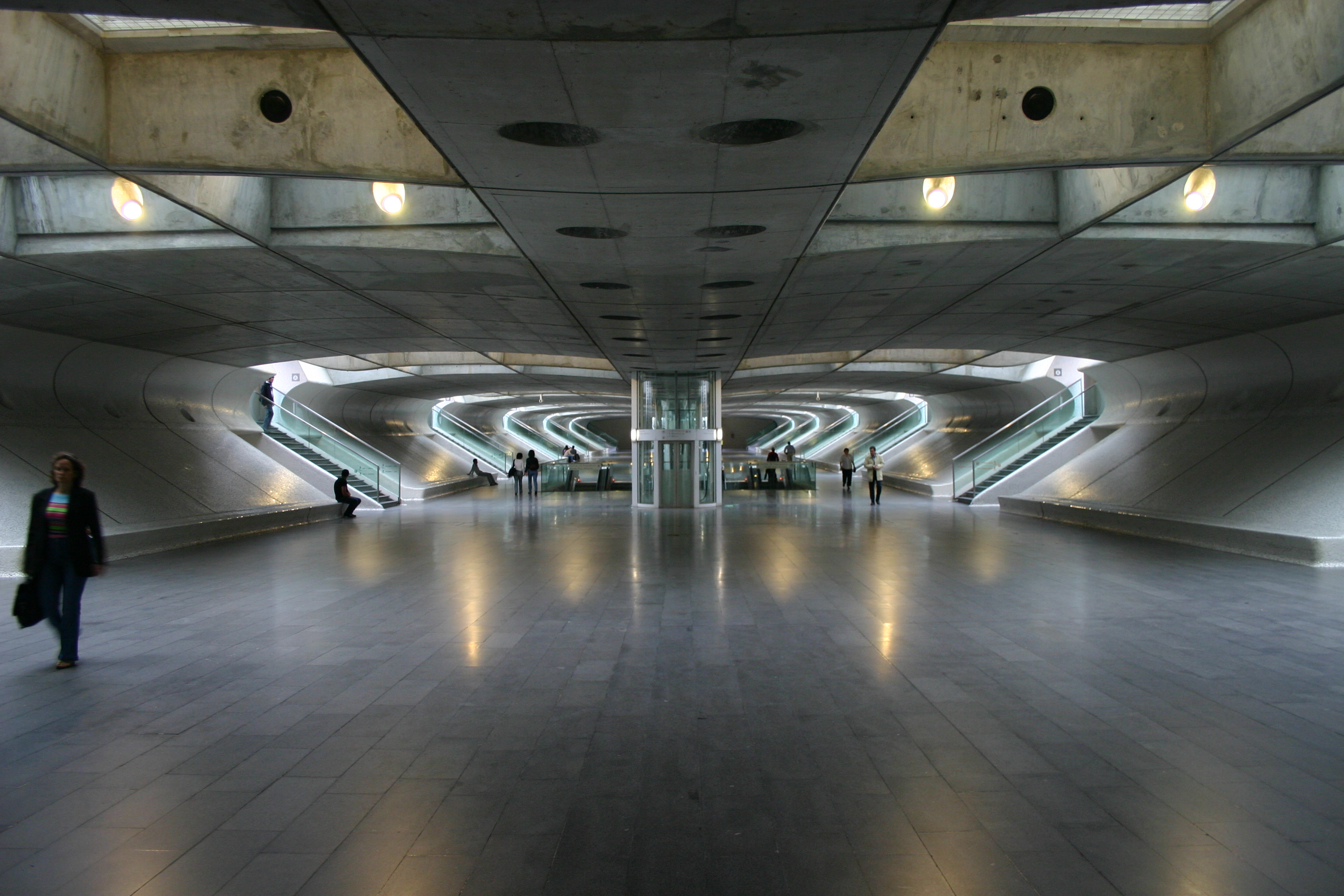
Tunnel
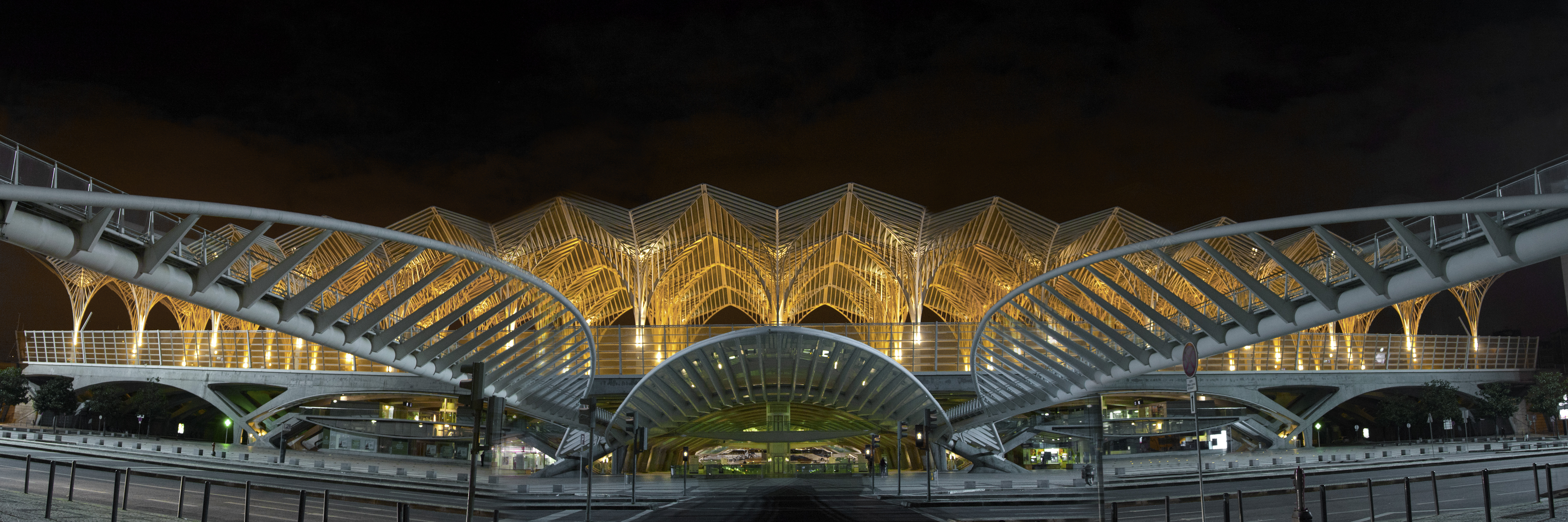
Vue de nuit
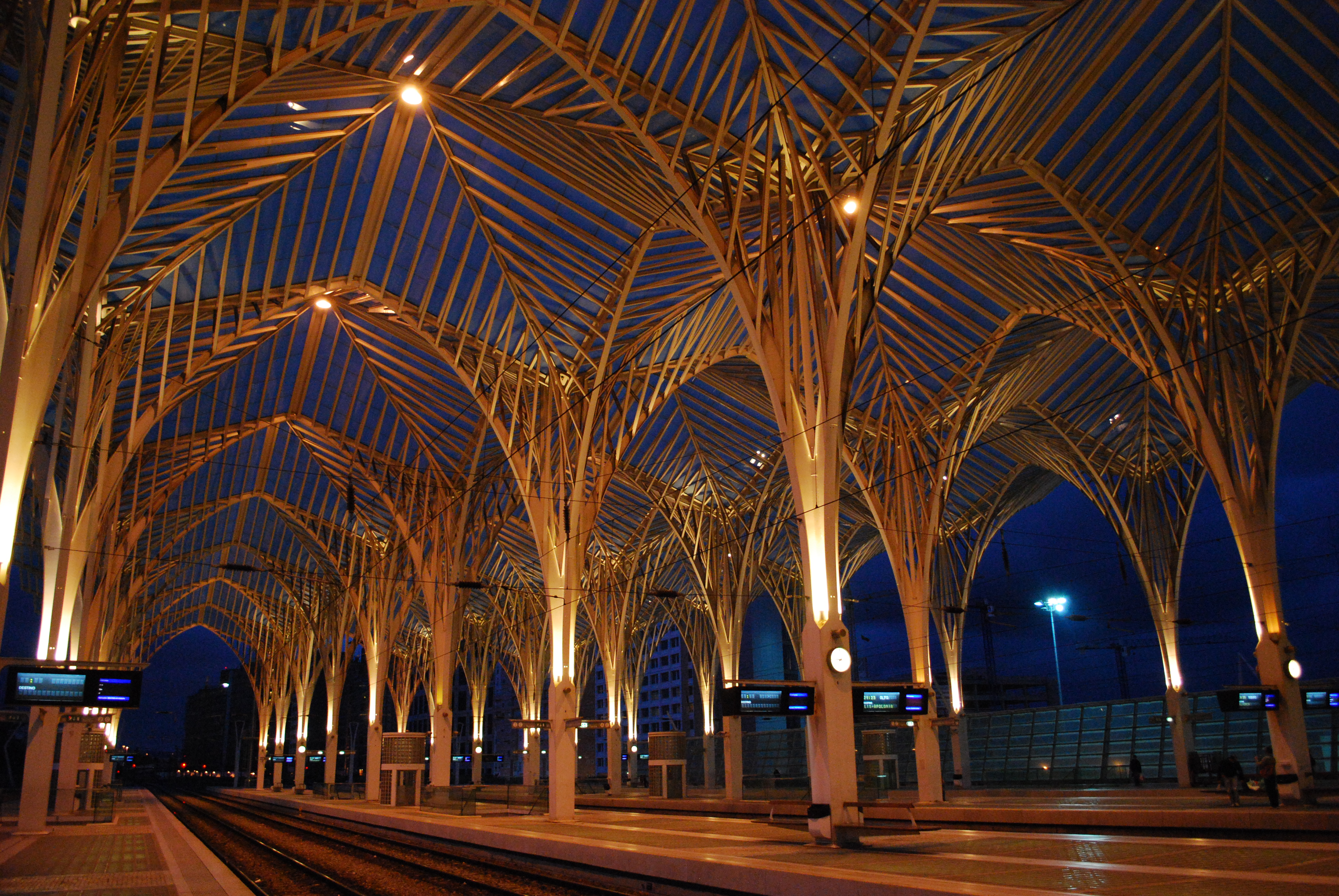
Vue de nuit
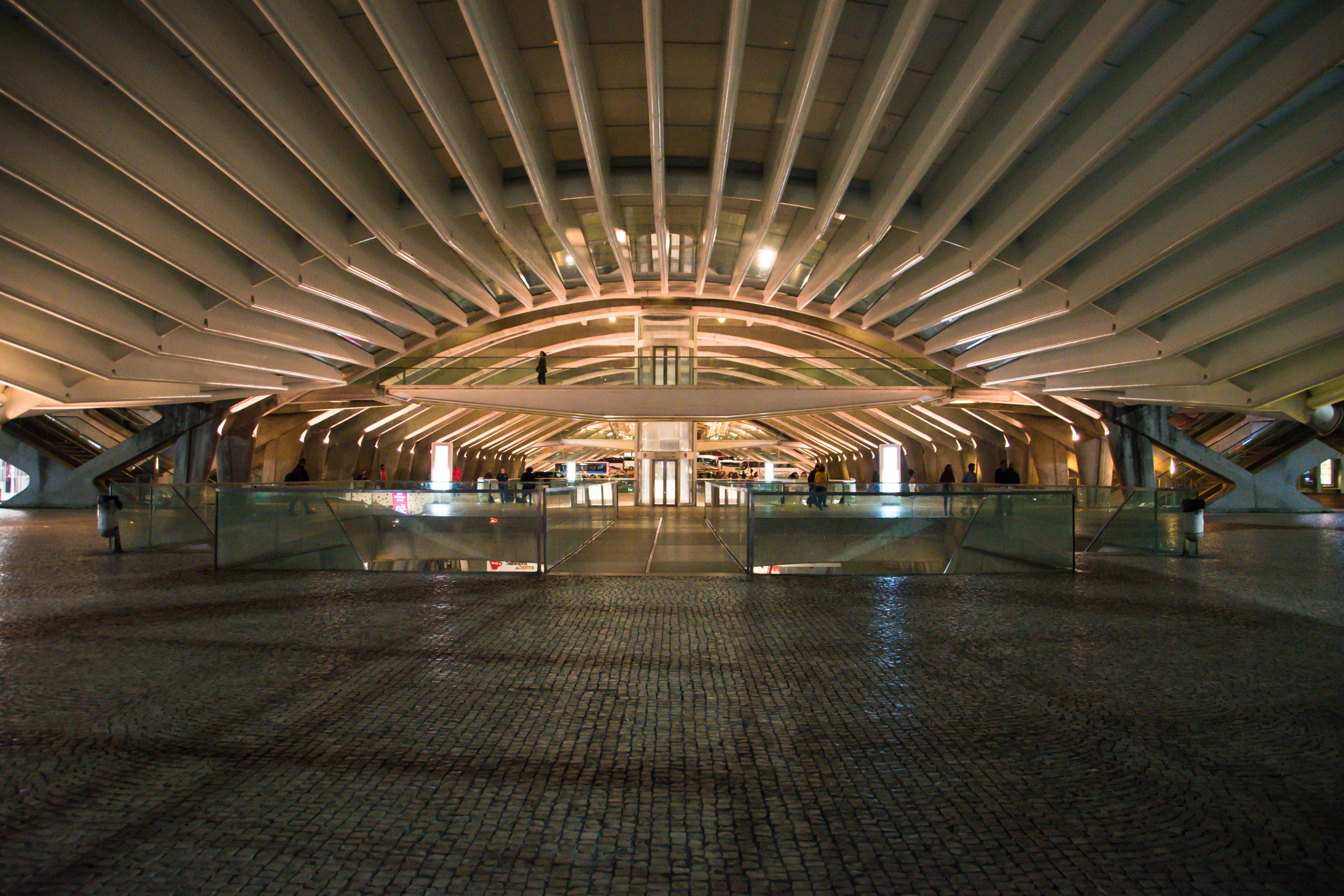
Hall